# Жуки (группа)
«Жуки́» — советская и российская рок-группа, основанная в 1991 году. Основатель и руководитель группы — Валерий Жуков.

## История группы
В 1991 году уроженец сибирского города Бийска, учившийся на тот момент в Абакане Валерий Жуков записал альбом «Окрошка» и поехал с альбомом в Москву, на прослушивание. Сделать популярным свой альбом Жукову не удалось: музыкант менял звукозаписывающие студии, но его группа так и не добилась широкого признания. В итоге, в ходе посещения одной из звукозаписывающих студий, происходит встреча Валерия Жукова и барабанщика уже давно известной и «гремевшей» на всю страну группы «Браво» Павлом Кузиным. Результатом сотрудничества Кузина и Жукова стал альбом «До Луны пешком», записанный в 1994 году. Но ни «Окрошка», ни «До Луны пешком» не были выпущены, так как не нашлось издателя.
В 1995 году, после знакомства через Павла Кузина Валерия Жукова с руководителем группы «Браво» Евгением Хавтаном, Жуков получает от Хавтана заказ, на написание текстов к альбому «Браво» «На перекрёстках весны». Вклад Жукова в создание альбома оказался довольно солидным: большинство песен в альбоме, включая знаменитый хит «Этот город», принадлежат тандему Хавтан-Жуков. В 1996 году Валерий обновляет коллектив «Жуков», и группа приступает к написанию третьего альбома.
В 1998 году работа над альбомом заканчивается, но в августе случается экономический кризис, и многие звукозаписывающие лейблы сворачивают свою деятельность. Лишь одна студия — «Монолит» — решила выпустить альбом «Жуков». В феврале 1999 года, после недолгих переговоров с «Монолитом», был подписан контракт на выпуск альбома, но студия не предпринимала активных действий по продвижению альбома. С помощью Павла Кузина, одну из песен, давшую название альбому — «Батарейку», начинают ставить на «Нашем радио». На этом этапе к административной деятельности группы подключилась нынешний директор «Жуков» Ольга Шугалей. При её деятельном участии в Минске режиссёром Игорем Пашкевичем был снят первый видеоклип «Жуков» на песню «Батарейка». Первый вариант монтажа не устроил музыкантов, в результате чего клип дорабатывался в Москве. В качестве режиссёра монтажа выступил Алексей Ивлев. Он же впоследствии снял клип на песню «Влечение». Оба клипа попали на MTV Russia. Альбом «Жуков» «Батарейка» увидел свет осенью 1999 года. С этого момента к группе приходит широкая известность, начинаются гастрольные туры коллектива. Через некоторое время, с позволения Валерия Жукова, группа «Дискотека Авария» делает ремикс на песню «Влечение».
Весной 2000 года состав вновь меняется и становится окончательным, тогда же записывается песня «Танкист», ставшая в одночасье хитом. Запись очередного альбома «Жуков» начинается в конце 2000 года, а осенью 2001 года альбом, записывавшийся сразу в трёх звукозаписывающих студиях, выходит в свет. В ноябре того же года между ФГ «Никитин» и группой «Жуки» был подписан контракт на выпуск альбома «Подруга друга», который увидел свет в марте 2002 года. В 2003 году выходит сингл «Йогурты», который также, как и «Танкист» становится популярным, а на следующий год «Жуки» выпускают два альбома: сборник «Болтик в гаечку» и альбом ремиксов «На Крыжополь поворот».
В 2004 году был записан дуэт с Профессором Лебединским «Комарики» — данная песня надолго прописалась в эфире «Русского радио». После этого группа уходит в тень, порадовав поклонников в 2007 году лишь песней «Зуб (Я люблю тебя любую)» и видеоклипом на неё. Следующее возникновение группы на горизонте шоу-бизнеса случилось весной 2011 года, когда песня «Разлюбила» появилась в эфире «Нашего радио», а затем и «Русского радио». В июле 2011 года группа выступила на главной сцене фестиваля «Нашего радио» «Нашествие» и была тепло встречена публикой. В мае 2012 года в эфире «Нашего радио» зазвучала песня «Давай жениться». Группа снова уходит в тень, лишь в 2014 году появившись в поле широкого зрения меломанов на фестивале «Ночь живых музыкантов» (Москва, КЗ «Crocus City Hall»).
В 2016 году на цифровых площадках опубликован сборник лучших песен «Разное» (издан на CD в начале 2018 года компанией «Мистерия звука»). В апреле 2018 года состоялся релиз первой за 6 лет новой песни «Я не могу тебя не любить». Радиостанция «Пионер FM» объявляет конкурс на лучший ремикс. В настоящее время группа ведёт не слишком активную концертную деятельность, предпочитая корпоративные мероприятия открытым. В сентябре 2023 года группа «Жуки» выступила на московском урбанистическом форуме в парке «Зарядье».
В мае 2024 года вышел сингл «Моя».

## Состав группы

### Действующий состав
- Валерий Жуков — вокал, гитара, автор песен (с 1991)
- Александр Бодров — гитара, бэк-вокал (с 1998)
- Александр Любарский — бас-гитара, бэк-вокал (с 2004)
- Алексей Лобов — ударные (с 2004)
- Александр Долгих — баян, клавишные, бэк-вокал (с 2004)

### Бывшие музыканты
- Роман Войтенко — ударные (1998—2004)
- Вадим Ермолов — бас-гитара (1998—1999)
- Алексей Грачев — бас-гитара (1999—2004)
- Алексей Ивлев — бас-гитара (1994)

## Дискография

### Студийные альбомы
- 1999 — Батарейка
- 2002 — Подруга друга
- 2004 — На Крыжополь поворот (ремиксы)

### Сборники
- 2004 — Болтик в гаечку
- 2016 — Разное

### Синглы
- 1999 — «Батарейка»
- 1999 — «Влечение»
- 2000 — «Танкист»
- 2002 — «Подруга друга»
- 2003 — «Йогурты»
- 2004 — «Зыкинская песня» (feat. Место встречи)
- 2004 — «Комарики»
- 2005 — «Властелин колец»
- 2007 — «Зуб (Я люблю тебя любую)»
- 2007 — «Полоса»
- 2011 — «Разлюбила»
- 2012 — «Давай жениться»
- 2018 — «Я не могу тебя не любить»
- 2024 — «Моя»
- 2024 — «Властелин колец 2»
- 2025 — «Надо так надо»

## Награды
- 2000 — Золотой граммофон за песню «Танкист»